# Johannes Streccius
Johannes Streccius (* 5. März 1831 in Stendal; † 26. Januar 1898 in Kassel) war ein preußischer Generalleutnant.

## Leben

### Herkunft
Er war der Sohn der preußischen Premierleutnants a. D. und Stadtrats Karl Streccius (1789–1833) und dessen Ehefrau Amalie, geborene Matthias (1794–1855). Sein jüngerer Bruder Felix (1833–1889) schlug ebenfalls eine Militärkarriere ein und brachte es bis zum Generalmajor. Der spätere General der Infanterie Alfred Streccius (1874–1944) war sein Neffe.

### Militärlaufbahn
Streccius besuchte ab September 1843 die Kadettenhäuser in Potsdam und Berlin. Anschließend wurde er am 28. April 1849 als Sekondeleutnant dem 17. Infanterie-Regiment der Preußischen Armee in Wesel überwiesen. Zur Niederschlagung der Badischen Militäraufstands nahm er mit diesem Regiment an den Gefechten bei Waghäusel, Bischweiler und Kuppenheim teil. Von Oktober 1852 bis Juni 1853 absolvierte er zur weiteren Ausbildung die Allgemeine Kriegsschule in Berlin und war als Erzieher ab dem 3. April 1855 an das Berliner Kadettenhaus kommandiert. Vom 1. Oktober 1856 bis 1. November 1858 war Streccius beurlaubt und Erzieher des Grafen zu Stolberg-Wernigerode. Während dieser Zeit wurde er am 19. September 1857 zum Premierleutnant befördert.
Als 1859 der Krieg zwischen Österreich und Frankreich, der Sardinische Krieg, ausbrach, wurden in Deutschland Verwicklungen befürchtet. Das Korps wurde von Friedens- auf Kriegsstärke gebracht und am 14. Juni auf Befehl des Prinzen von Preußen mobilgemacht. Während der Mobilmachung war Streccius Führer einer Kompanie des 17. Landwehr-Regiments. Als es nach Köln verlegt war, wurde der Friede von Villafranca geschlossen und sein Korps trat den Rückzug an. Am 13. November 1859 zum Hauptmanns befördert, wurde Streccius am 13. Dezember 1860 zum Chef der 7. Kompanie in Wesel ernannt. Unter Stellung à la suite seines Regiments war er ab dem 1. März 1861 als Zweiter Offizier beim Großen Militärwaisenhaus in Potsdam kommandiert. Wieder zurück in Wesel, wurde er Chef der 2. Kompanie, sie war ab 1866 in Celle, in das Regiment einrangiert. Im Krieg gegen Österreich kam sein Regiment in Böhmen bei Münchengrätz und Königgrätz zum Einsatz. Hierfür wurde er am 20. September 1866 mit dem Kronenorden IV. Klasse mit Schwertern ausgezeichnet.

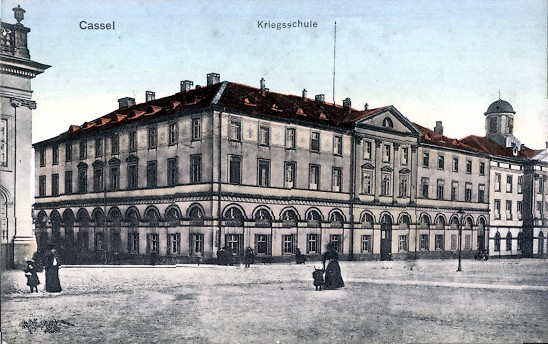
Kriegsschule in Kassel

Unter Beförderung zum Major erfolgte am 16. März 1869 seine Ernennung zum Kommandeur des Kadettenhauses Bensberg. Am 22. Mai 1869 wurde er à la suite des Generalstabs der Armee gesellt und Direktor der Kriegsschule in Kassel ernannt. Gleichzeitig war er in der Zeit ab dem 15. Dezember 1869 für drei Monate als Generalstabsoffizier zum Generalkommando des IX. Armee-Korps nach Altona kommandiert. Für die Dauer des mobilen Verhältnisses im Deutsch-Französischen Krieg war Streccius ab 16. Juli 1870 Generalstabsoffizier beim Generalgouvernement am Rhein im Bereich des VII., VIII. und XI. Armee-Korps. Seit dem 22. August fungierte er als Chef des Generalstabs. Nach Kriegsende versah er wieder Dienst als Direktor und avancierte am 19. September 1874 zum Oberstleutnant.
Am 26. Januar 1876 wurde Streccius zum Kommandeur des I. Bataillons im 4. Thüringischen Infanterie-Regiment Nr. 72 in Torgau ernannt. Unter Stellung à la suite beauftragte man ihn am 19. November mit der Führung des 2. Hanseatische Infanterie-Regiments Nr. 76 in Hamburg und Lübeck. Am 12. Dezember 1876 folgte seine Ernennung zum Kommandeur und am 22. März 1877 wurde er Oberst. Als solcher war er vom 17. Juni bis zum 6. August 1879 Leiter des Ober-Ersatz-Geschäfts im Bereich der 33. Infanterie-Brigade. Zu einem zehntägigen Informationskursus an der Militärschießschule wurde er am 5. August 1881 abkommandiert.
Unter der Beförderung zum Generalmajor wurde Streccius am 15. Mai 1883 Kommandeur der 59. Infanterie-Brigade in Metz. Am 16. April 1887 wurde er zum Kommandanten von Karlsruhe ernannt und erhielt am 15. November 1887 den Charakter als Generalleutnant. Unter Verleihung eines Patents zu seinem Dienstgrad wurde er am 19. September 1888 zum Kommandanten von Rastatt ernannt. In dieser Eigenschaft wurde er im August 1889 mit dem Stern zum Roter Adlerorden II. Klasse mit Eichenlaub sowie dem Großkreuz des Ordens vom Zähringer Löwen und des Ordens Heinrichs des Löwen ausgezeichnet. Anlässlich des Ordensfestes erhielt er im Januar 1891 den Kronenorden I. Klasse mit Schwertern am Ringe. Am 18. April 1891, dem Jahrestag der Erstürmung der Düppeler Schanzen während des Deutsch-Dänischen Krieg durch die Preußen, wurde Streccius in Genehmigung seines Abschiedsgesuches mit Pension zur Disposition gestellt.
Streccius setzte sich in Wiesbaden zur Ruhe und verstarb dort am 25. Januar 1898.

### Sprachwissenschaft
Streccius ist auch ein bekannter Sprachforscher gewesen, der fast alle Sprachen Europas beherrschte. Besonders übersetzte er militärische und geschichtliche Werke aus dem russischen. Unter anderem waren dies die Werke des Fürsten Nikolaĭ Sergieevitch Galitzin über antike Taktiken wie die drei Bände Allgemeine Kriegsgeschichte des Altertums oder den Dreißigjährigen Krieg 1618–1648.
Seine ab 1874 erschienen 38 Übersetzungen wurden in über 56 Publikationen zitiert.

### Familie
Streccius hatte sich am 4. Juni 1860 in Göttingen mit Auguste Baum (1834–1876) verheiratet. Aus der Ehe gingen die sieben Kinder Wilhelm (*/† 1863), Maria (1865–1942), Amalie (1867–1941), ein Sohn (*/† 1869), Marianne (1870–1924), Luise (*/† 1872) und Auguste (* 1873) hervor.
Nach dem Tod seiner ersten Ehefrau heiratete er am 13. Februar 1879 in Stuttgart Emmy Hochstaetter (1857–1935), mit der Streccius die beiden weiteren Kinder Emmy (* 1880) und Hans (1883–1891) hatte.

## Veröffentlichungen
- Die Ausrüstung des Infanterie-Offiziers zu Fuß und zu Pferd: ein Rathgeber bei eintretender Mobilmachung, sowie für das Manöver. Mittler & Sohn, Berlin 1876.